# تی‌ام‌اس‌اف
تی‌ام‌اس‌اف (ترکی استانبولی: Tasarruf Mevduatı Sigorta Fonu) شرکت دولتی خدمات مالی ترک است، که در سال ۱۹۸۴ تأسیس شد.